# Крутиха (Омская область)
Крути́ха — деревня в Горьковском районе Омской области. Входит в состав Октябрьского сельского поселения.

## История
В 1928 году деревня состояла из 72 хозяйств, основное население — русские. В административном отношении находилась в составе Георгиевского сельсовета Бородинского района Омского округа Сибирского края.

## Население
| 2002 | 2010 | 2021 |
| ---- | ---- | ---- |
| 220  | ↘154 | ↘112 |

## Улицы
В деревне имеется одна улица — Центральная.